# ترير (كلب)

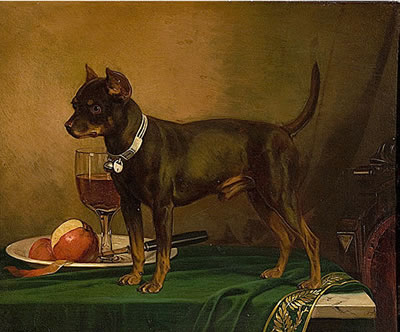
كلب ترير أليف في عام 1875 (نوع ترير العرض الإنجليزي)

التَّرْيَر (بالإنجليزية: Terrier) هو نوع من الكلاب تمت تربيته في الأصل لصيد الحشرات. جحر هو كلب من أي واحد من العديد من السلالات أو السلالات الأصلية من نوع جحر، والتي عادة ما تكون صغيرة، ونحيفة، وطرائد، وشجاعة. هناك خمس مجموعات مختلفة من كلاب الترير، ولكل مجموعة أشكال وأحجام مختلفة.

## تاريخ
استُغلت قوة كلاب الصيد المبكرة في المسابقات الرياضية. في البداية، تنافست كلاب الترير في أحداث مثل تطهير حفرة من الفئران. فاز الكلب الذي كان الأسرع في قتل جميع الفئران. هُجنت بعض كلاب الترير بكلاب الصيد لتحسين الصيد في القرن الثامن عشر، وبعضها مع سلالات الكلاب المقاتلة "لتكثيف المثابرة وزيادة الشجاعة". استُخدمت بعض الصلبان مع الكلاب المقاتلة، مثل صلبان الثيران والجحر، في رياضة قتال الكلاب الدموية. يتم إدراج سلالات الحيوانات الأليفة الحديثة مثل Miniature Bull Terrier من قبل Fédération Cynologique Internationale (FCI) تحت فئة Bull type terrier.
اليوم، يُحتفظ بمعظم كلاب الترير كلابًا مرافقة وحيوانات أليفة عائلية. هم بشكل عام مخلصون وحنون لأصحابهم.

## وصلات خارجية
- Terrier Group على مشروع الدليل المفتوح